# Acinipe segurensis
Acinipe segurensis är en insektsart som först beskrevs av Bolívar, I. 1908.  Acinipe segurensis ingår i släktet Acinipe och familjen Pamphagidae. Inga underarter finns listade i Catalogue of Life.